# Raorchestes thodai
Espèce
Raorchestes thodai est une espèce d'amphibiens de la famille des Rhacophoridae.

## Systématique
L'espèce Raorchestes thodai a été décrite en 2011 par Anil Zachariah (d), K. P. Dinesh (d), E. Kunhikrishnan (d), Sandeep Das (d), David V. Raju (d), Chandrasekharamenon Radhakrishnan (d), Muhamed Jafer Palot (d) et S. Kalesh (d).

## Répartition
Cette espèce est endémique du Tamil Nadu en Inde. Elle se rencontre à environ 1 980 m d'altitude dans le district des Nilgiris dans les Ghats occidentaux.

## Description
L'holotype de Raorchestes thodai, un mâle adulte, mesure 34,1 mm. Son dos est jaune doré teinté de vert clair. Sa face ventrale est jaune clair taché de points sombres.

## Étymologie
Son nom d'espèce, thodai, lui a été donné en l'honneur de la communauté thoda qui se rencontre au Nîlgîri dans le Tamil Nadu.

## Publication originale
- Zachariah, Dinesh, Kunhikrishnan, Das, Raju, Radhakrishnan, Palot &, Kalesh, 2011 : « Nine new species of frogs of the genus Raorchestes (Amphibia: Anura: Rhacophoridae) from southern Western Ghats, India ». Biosystematica, vol. 5, p. 25-48 (lire en ligne).